# Iso Motors
« Iso (entreprise) » redirige ici. Pour les autres significations, voir Iso.
Iso Motors est un constructeur italien d'automobiles et de motocyclettes qui a disparu le 31 décembre 1974. Fondée en 1939 à Gênes sous le nom d'Isothermos par l'ingénieur Renzo Rivolta, cette société, qui fabriquait initialement des radiateurs et des réfrigérateurs, s'est déplacée à Bresso en 1942 puis s'est lancée dans la construction de motocyclettes en 1949. Elle a pris le nom d'Iso Autoveicoli Spa en 1952, d'Iso Rivolta en 1962, puis d'Iso Motors en 1973. À la mort de son fondateur en 1966, c'est son fils Piero qui en a pris les commandes.
Après 46 ans de silence, la marque annonce son retour en 2020 avec une production exclusive et très limitée (19 exemplaires) d'un nouveau véhicule, la GTZ.

## Histoire

### 1939-1961: de l'électroménager aux motocyclettes

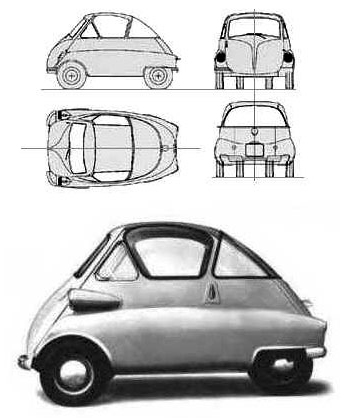
Schémas de l'Isetta-BMW 300 1re série 1955/1956

En 1939, la société commence son activité avec la production d'appareils électroménagers sous la marque Isothermos, comme des réfrigérateurs et des chauffe-eau électriques. Elle construira également des tramways. Fondée à Gênes à la veille de la Seconde Guerre mondiale, la société est transférée à Bresso en 1942.
Dès la fin du conflit, la nouvelle usine démarre en 1948 mais change radicalement d'activité. En effet, elle se lance dans la production de motocyclettes et de triporteurs, pour répondre aux besoins de déplacement des Italiens. Parmi les modèles les plus réputés figurent le Furetto (1948), l'Isoscooter (1950), l'Isocarro (1951), l'Isomoto (1954), et l'Isosport (1953).
Le dernier modèle présenté sera la moto Iso 500, en 1961.

### 1953-1962: de la motocyclette à l'automobile
En 1953, Renzo Rivolta crée Iso Autoveicoli SpA, mais le passage de la production de motocyclettes aux voitures se fera très graduellement. 
La minuscule Isetta, premier quatre-roues de la marque, est en fait un véhicule intermédiaire entre la moto et la voiture. Une sorte de scooter doté d'une carrosserie, disposant de quatre roues dont les deux roues arrière sont très rapprochées. Le véhicule est équipé d'un moteur bicylindre de 250 cm3 dérivé d'un moteur de moto. La caractéristique de l'Isetta qui la rend si particulière est sa taille et sa forme en œuf. Ne disposant que de deux places, on y accède par une seule porte située sur la face avant qui englobe le pare-brise et le volant.
La voiturette sera fabriquée sous licence par le constructeur allemand BMW, le français Velam, en Grande-Bretagne, en Espagne et Iso-Romi au Brésil.
L'Isetta ne sera pas du tout appréciée en Italie où la Fiat 500, vraie voiture pouvant transporter quatre personnes pour un prix équivalent et une consommation inférieure a un quasi-monopole dans ce créneau. Sa production très confidentielle s'arrête en 1955 en Italie. Elle rencontre par contre un beau succès en Allemagne et au Brésil où elle restera longtemps en fabrication et connaitra deux séries.
La véritable entrée dans la construction automobile intervient en 1962 avec la présentation au public de l'Iso Rivolta GT 300 (en), un luxueux coupé dessiné dans le bureau d'études du maître Bertone et par un certain Giorgetto Giugiaro, alors salarié du carrossier. Fruit du projet de l'ingénieur Giotto Bizzarrini, la voiture est équipée du moteur V8 de la Chevrolet Corvette. Le nombre « 300 » de son nom correspond à la puissance développés par le moteur : 300 ch. Fabriquée en série, elle offre des performances et un confort exceptionnels.
La marque se fera ainsi connaître et apprécier de la clientèle exigeante des voitures GT aux finitions haut de gamme, qu'Iso Rivolta allait uniquement fabriquer désormais.

### 1962-1974: les automobiles

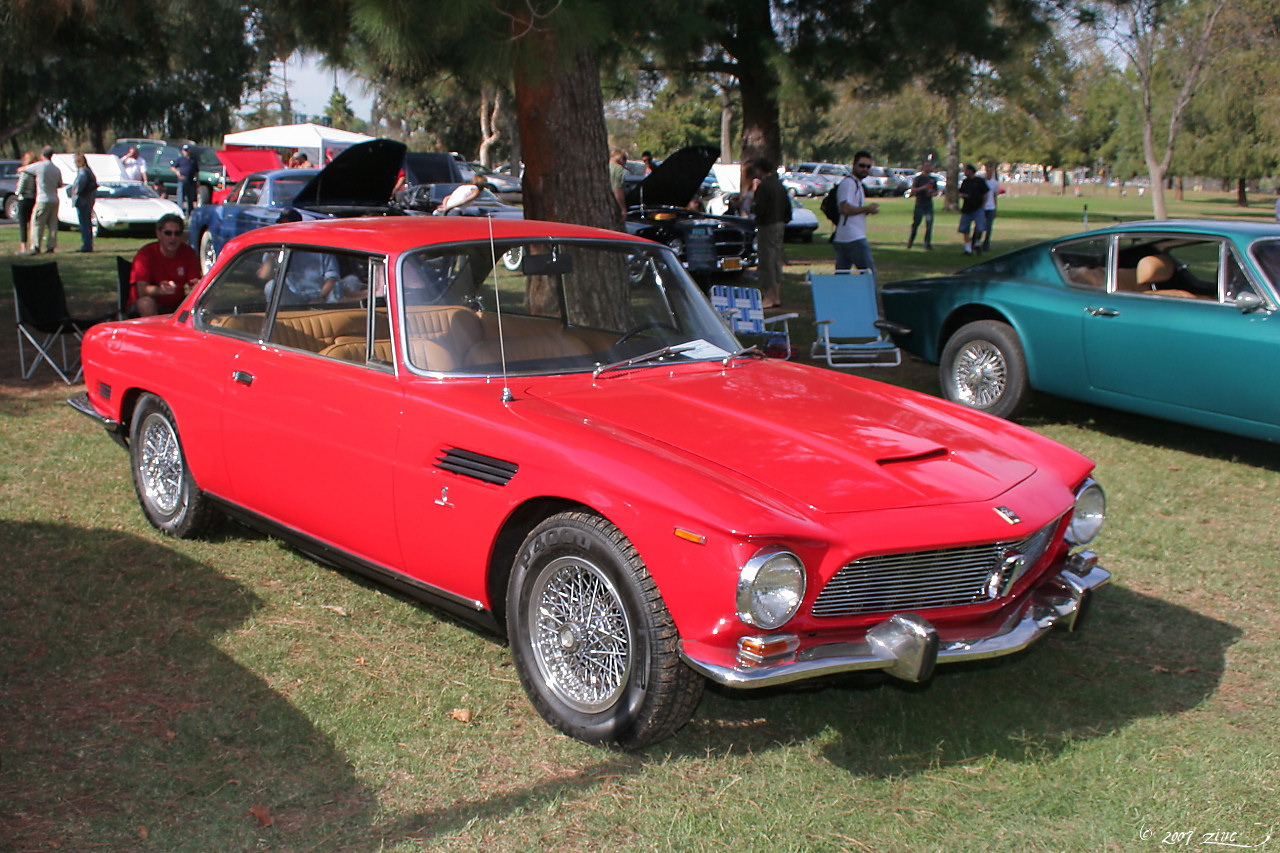
Une Rivolta GT de 1964

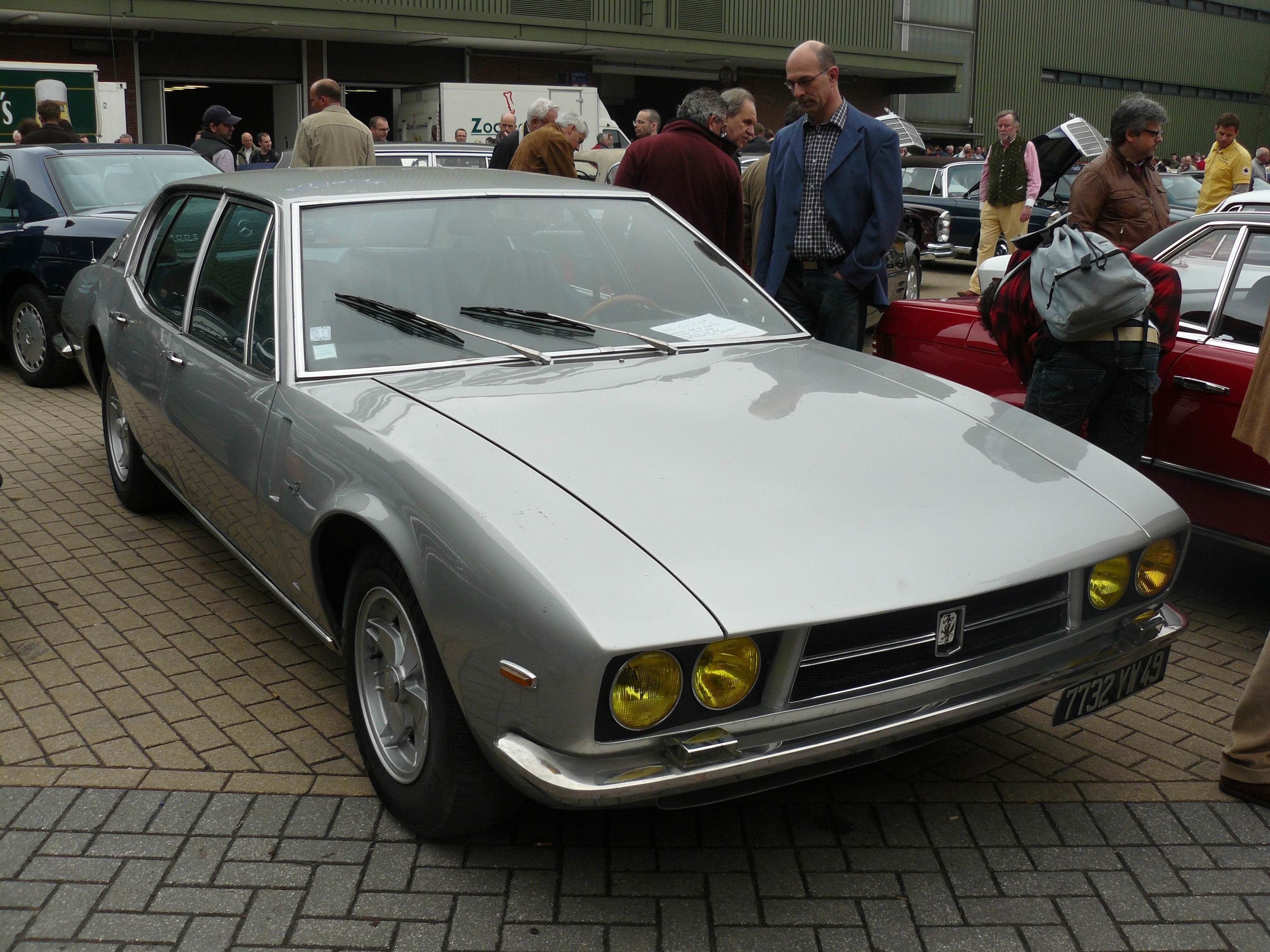
Iso Rivolta Fidia de 1973

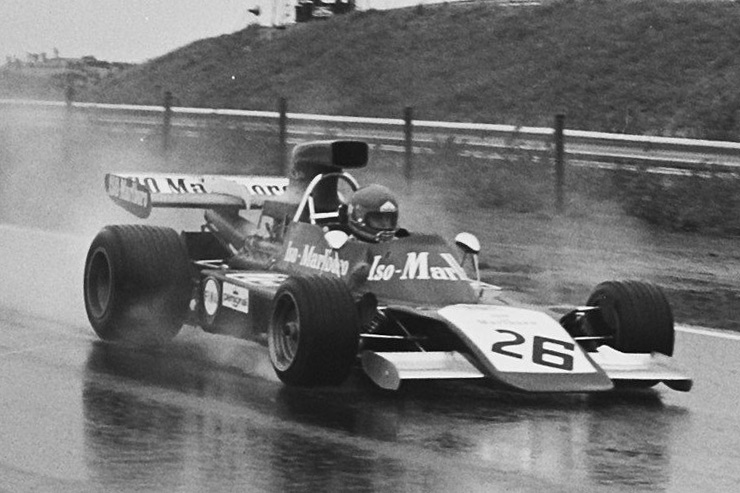
Gijs van Lennep sur Iso-Marlboro au Grand Prix des Pays-Bas 1973

La GT 300 est réclamée par des clients américains et Iso Rivolta la commercialise aux États-Unis. Afin d'assurer la livraison des moteurs, un contrat de fourniture exclusif est signé avec General Motors, ce qui permettra à la marque au  « griffon » de lancer la production d'une série de nouveaux modèles, tous basés sur la même plate forme (standard, allongée ou raccourcie) de la GT 300.
Le succès de ce véhicule haut de gamme très moderne pour l'époque entraîne le développement d'autres modèles prestigieux : l'Iso Rivolta Grifo A3L en 1965 dotée de moteurs de 5,4 à 7 litres (400 ch, 270 km/h), la Grifo L300 puis la S4 en 1967 et la Super Grifo en 1968, la berline de luxe Iso Rivolta Fidia (en) (1968) et la GT 2+2 Iso Rivolta Lele (en) (1969), dessinée par Marcello Gandini, chef de projet chez Bertone.
Fin 1971, à cause des conditions peu avantageuses imposées par GM, qui exige que les moteurs soient commandés en grandes quantités et payés à la commande, Iso Rivolta se tourne vers Ford et essaye le moteur V8 Cleveland (en) (Ford 335).
En 1972, Iso présente un nouveau modèle, la Varedo. L'auto aurait dû être mise en production mais le projet sera annulé à cause du Choc pétrolier de 1973.
La concurrence de marques prestigieuses, surtout Maserati et Aston Martin, dans une moindre mesure (seulement pour quelques modèles) de Ferrari et Lamborghini, mais aussi et surtout le choc pétrolier de 1973, mettent Iso Rivolta en sérieuse difficulté financière. Au début de l'année 1973, la famille Rivolta cède la marque à l'homme d'affaires italo-américain Ivo Pera et la marque devient « Iso Motors & Co ».
En 1973, un accord avec Philip Morris et le tout jeune team-manager Frank Williams permet la création de l'écurie de Formule 1 Iso-Marlboro, qui dispute les saisons 1973 et 1974 avec une monoplace équipée du moteur Ford-Cosworth (Frank Williams reprendra l'écurie à son nom en 1975).
Des Iso Grifo A3/C (« C » pour « Corsa ») participèrent à plusieurs courses à partir de 1963, comme les 12 Heures de Sebring mais également aux 24 Heures du Mans en 1964 et 1965.
Les frais de gestion de l'écurie, la baisse des ventes à cause de la crise mondiale qui suivit le premier choc pétrolier, et le retard avec lequel le gouvernement américain attribua à Iso Motors le statut de « petit constructeur » (qui impliquait des normes d'homologation moins sévères), conduisirent à la cessation de l'activité de construction automobile le 31 décembre 1974. 
En prévision de la cession de son entreprise à la fin de l'année 1972, la famille Rivolta décide de racheter la marque « ORSA ». Elle dispose d'une modeste usine à la périphérie de Cagliari, équipée pour la fabrication en petite série de luxueuses voitures de style rétro. Pour compléter son organisation, ORSA avait acquis les chaînes de montage de Siata, qui avait cessé son activité peu avant, et conclu des accords commerciaux avec Fiat pour la fourniture des carrosseries, et avec Seat, alors filiale de Fiat, pour la fourniture de la partie mécanique. Le modèle fabriqué, semblable à la Siata Spring, est commercialisé en petite quantités sous l'appellation « SEAT-ORSA 850 Spring Special ». 
En 1990, Piero Rivolta tente de relancer la marque en présentant l'Iso Grifo 90 mais l'auto n'est jamais produite en série. 
Le site historique de l'usine de Bresso, près de Milan, a été transformé en musée, le Museo Iso Rivolta, qui regroupe l'ensemble des productions depuis les motocyclettes jusqu'au dernier modèle de voiture GT.

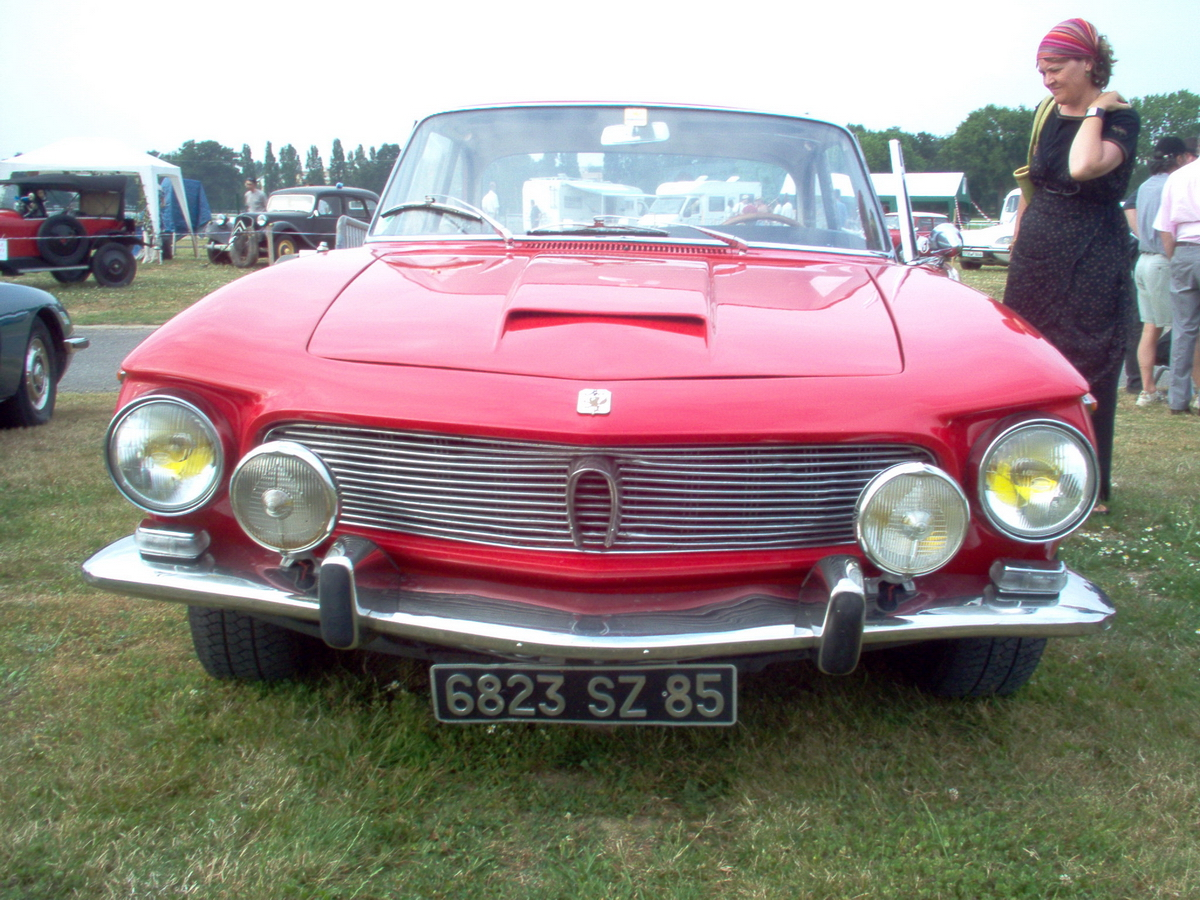
Iso Rivolta GT 300

## Modèles Iso Rivolta
| Années    | Modèles                 | Puissance | Vitesse max.   | Notes | Image |
| 1953-1955 | Isetta                  | -         | -              |       |       |
| 1962-1968 | Iso Rivolta IR 300 (en) | 300 ch    | 215 km/h       |       |       |
| 1964      | Grifo A3 L              | 350 ch    | 210 à 275 km/h |       |       |
| 1966-1973 | Grifo Lusso GL 300      | 300 ch    | 190 km/h       |       |       |
| 1967-1974 | Fidia 300/S4 (en)       | 300 ch    | 220 km/h       |       |       |
| 1967-1974 | Lele 300 (en)           | 300 ch    | 230 km/h       |       |       |
| 1970-1974 | Grifo 7 Litri           | 406 ch    | 300 km/h       |       |       |
| 1970-1974 | Grifo Can Am            | 395 ch    | 270 km/h       |       |       |
| 1972      | Iso Varedo              | 325 ch    |                |       |       |
| 1990      | Iso Grifo 90            |           |                |       |       |

- Iso Rivolta Isetta
- Iso Rivolta GT 300 (en)
- Iso Rivolta GT IR 300 (en)
- Iso Rivolta GT IR 340 (en)
- Iso Rivolta Grifo
- Iso Rivolta Fidia (en)
- Iso Rivolta Lele (en)